# ماريا جوزيفا غارسيا غرانادوس
ماريا جوزيفا غارسيا غرانادوس (بالإسبانية: María Josefa García Granados)‏ (10 يوليو 1796، إل بويرتو دي سانتا ماريا في إسبانيا - 28 يوليو 1848، غواتيمالا في غواتيمالا)؛ كاتِبة، صحفية وشاعرة غواتيمالية.